# 68 a. C.
El año 68 a. C. fue un año del calendario romano prejuliano. En la República romana, fue conocido como el año 686 Ab Urbe condita.

## Acontecimientos
- Lúculo derrota a Tigranes II, rey de Armenia, en la batalla de Artaxata
- Catilina es nombrado pretor de África, donde pasará los siguientes dos años
- Gayo Licinio Macer es nombrado pretor
- Hispania Ulterior: propretor C. Antistio Veto, con Julio César como cuestor.[1]

## Nacimientos
- Arsínoe IV, reina de Egipto.
- Mecenas, político y protector de las artes romano

## Fallecimientos
- Antíoco de Ascalón, filósofo griego